# Hl. Familie (Emmerthal)

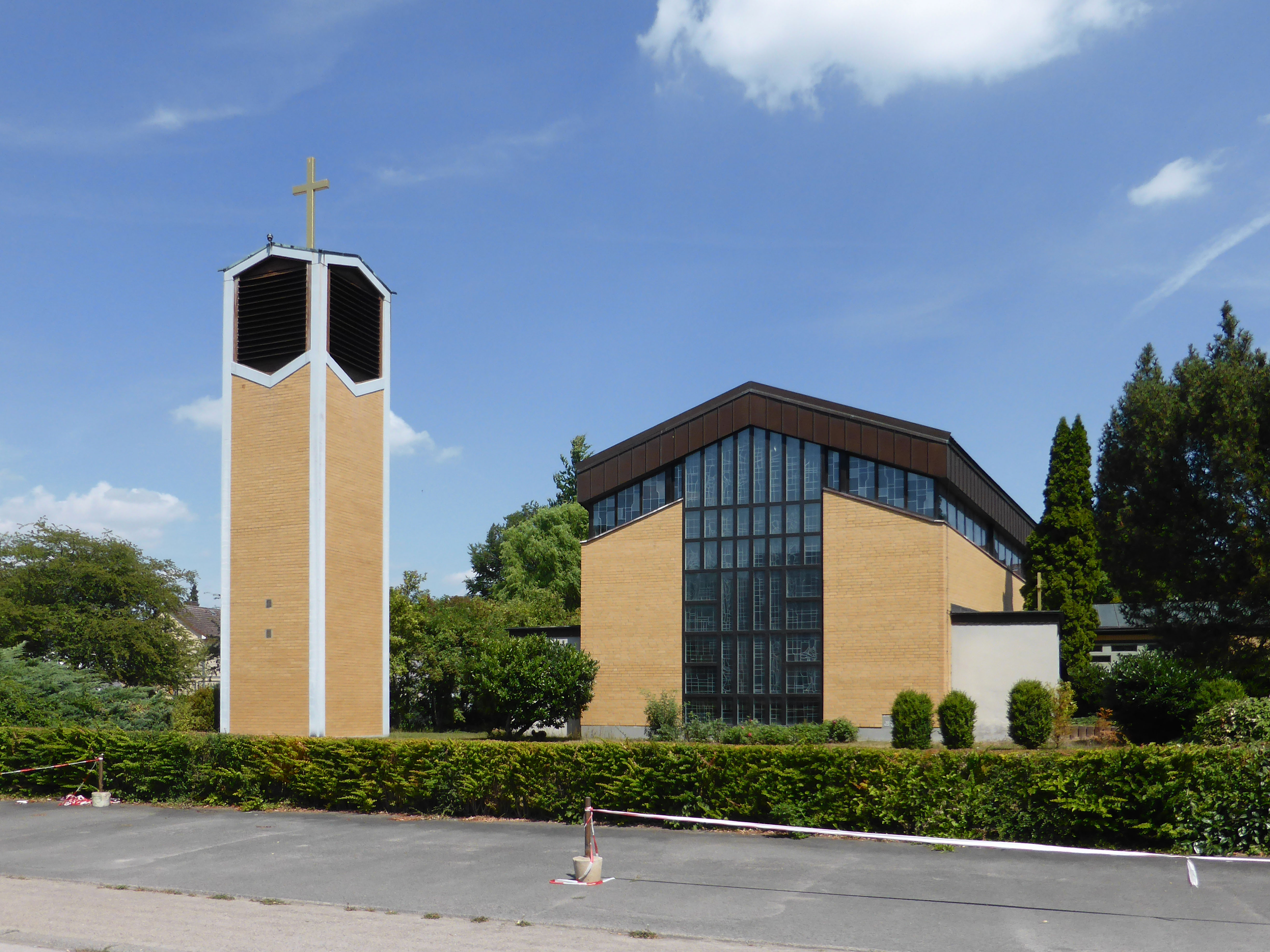
Die Kirche im Jahr 2022

Die Kirche Heilige Familie ist die katholische Kirche in Kirchohsen, einem Ortsteil der Gemeinde Emmerthal im Landkreis Hameln-Pyrmont in Niedersachsen. Die nach der Heiligen Familie benannte Kirche ist eine Filialkirche der Pfarrgemeinde St. Augustinus mit Sitz in Hameln, im Dekanat Weserbergland des Bistums Hildesheim.

## Geschichte
In Folge der Flucht und Vertreibung Deutscher aus Mittel- und Osteuropa 1945–1950 vergrößerte sich die Zahl der Katholiken im seit der Reformation evangelischen Gebiet um Hameln erheblich. 1949 begann sich südlich von Hameln eine katholische Kirchengemeinde zu bilden, zunächst mit Sitz in Börry, danach in Grohnde. Ihre Gottesdienste fanden in einem Stall, evangelischen Kirchen oder im Gasthaus Röhrsen statt.

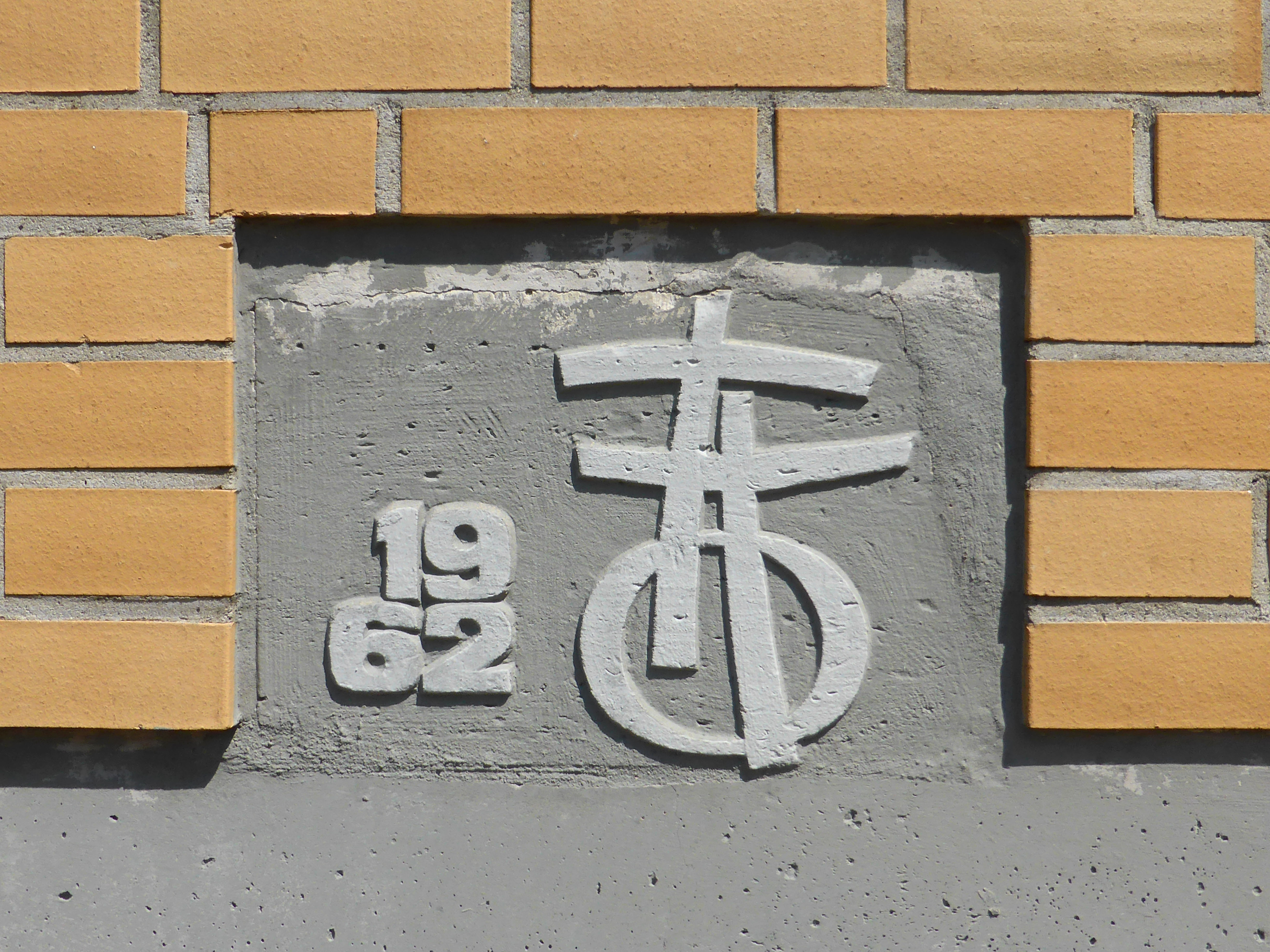
Grundstein

1961 wurde das Kirchbaugrundstück in Kirchohsen erworben. Am 28. Oktober 1962 erfolgte die Grundsteinlegung der Kirche, und am 15. Dezember 1963 folgte durch Bischof Heinrich Maria Janssen ihre Konsekration. Damit wurde Kirchohsen Sitz der Kirchengemeinde. Die Errichtung des Kirchturms erfolgte aus finanziellen Gründen erst 1976. Am 1. Dezember 1985 wurde die Pfarrei „Hl. Familie“ in Emmerthal-Kirchohsen errichtet.
Seit dem 1. November 2006 gehört die Kirche zur Pfarrgemeinde „St. Augustinus“ in Hameln, die Pfarrgemeinde Emmerthal-Kirchohsen wurde in diesem Zusammenhang aufgelöst. Zur Pfarrgemeinde „St. Augustinus“ gehörte neben den Kirchen „Hl. Familie“ in Kirchohsen und „St. Augustinus“ in Hameln auch die St.-Monika-Kirche in Afferde, die 2009 profaniert wurde.

## Architektur und Ausstattung
Die Kirche steht auf dem Grundstück Mühlenweg 20, an der Ecke zur Berliner Straße. Sie wurde nach Plänen des Architekten Rumpf aus Paderborn erbaut, ihr freistehender Glockenturm und ihre Orgel wurden später zugefügt.